# Landbouwraad
De Landbouwraad is een vakattaché in de hogere regionen van het Corps Diplomatique. De Landbouwraad wordt benoemd door het ministerie van EZ (Economische Zaken). Voorheen was de landbouwraad gelieerd aan het ministerie van Landbouw Natuurbeheer en Visserij (LNV). De landbouwraad, in het Engels Agricultural Counselor genoemd, staat op hetzelfde niveau als de ambassaderaad en verricht zijn werkzaamheden op een ambassade waar hij in formele zin verantwoording aflegt aan de ambassadeur. De landbouwraad ontvangt functionele aansturing van het ministerie van EZ. De landbouwraad kan in meerdere landen geaccrediteerd zijn. Hij vertegenwoordigt dan voor zijn vakgebied het ministerie van EZ in die landen.

## Bekende landbouwraden
- Dzsingisz Gabor
- Jean Rummenie